# NGC 1505
NGC 1505 је лентикуларна галаксија у сазвежђу Еридан која се налази на NGC листи објеката дубоког неба.
Деклинација објекта је - 9° 19' 19" а ректасцензија 4h 2m 36,3s. Привидна величина (магнитуда) објекта NGC 1505 износи 13,7 а фотографска магнитуда 14,7. NGC 1505 је још познат и под ознакама MCG -2-11-9, NPM1G -09.0181, PGC 14339.